# Carovana della pace
La Carovana della pace è un evento promosso dai missionari comboniani e raccolto da una porzione di società civile viva e organizzata, di matrice cattolica, con ampie presenze di cultura laica, nonviolenta. 
Nasce nell'anno 2000, in concomitanza con le celebrazioni del Giubileo: i missionari decidono di farsi voce dei senza voce e promuovono il "Giubileo degli oppressi", occasione di ascoltare, attraverso vari incontri in Italia, testimoni dal sud del mondo e il loro sogno per un mondo diverso possibile. 
Fa da sfondo il progetto biblico di restituzione delle terre, abolizione delle schiavitù e del debito.
A questo primo evento seguono una serie di altre carovane attraverso l'Italia: nel 2002 con il titolo "La pace nelle nostre mani: non solo utopia", nel 2003 "Osare un tempo nuovo", nel 2004 "Vita piena per tutti: adesso, non domani". 
L'ispirazione di questi incontri successivi si rifà allo stile delle prime comunità cristiane, gruppi profetici nel cuore dell'Impero Romano: comunità che mostrano come sia possibile fuggire dall'idolatria del potere e vivere la condivisione dei beni e la fede in un Dio che libera. Ciascuno degli eventi si è concluso con un convegno finale e la formulazione di un documento propositivo, traccia per l'impegno civile e cristiano in continuità con il cammino dei testimoni. 
Sono decine di migliaia le persone coinvolte nelle varie città d'Italia, attraverso incontri con le chiese e le comunità cristiane locali, il confronto con le istituzioni politiche e l'ascolto di vari testimoni del Sud del mondo (Brasile, Kenya, Sudafrica, Congo).